# Rio Rotas Transportes e Turismo
Rio Rotas Transportes e Turismo foi uma empresa de ônibus da cidade do Rio de Janeiro, criada em 2010.  Era uma concessionária municipal, sendo filiada à Rio Ônibus.
A empresa utilizava-se do prefixo D810XX, a sua garagem ficava localizada na antiga garagem da Santa Sofia, sendo administrado pela Andorinha Rio pertencente ao grupo Breda Rio Transportes.
A empresa atuava dentro do Consórcio Santa Cruz. Por problemas financeiros, encerrou suas atividades em 2015.